# Élections sénatoriales kazakhes de 2023
Les élections sénatoriales kazakhes de 2023 ont lieu le 14 janvier 2023 afin d'élire au suffrage indirect 20 des 50 membres du Sénat kazakhe.
L'ensemble des candidats en lice sont indépendants.

## Contexte

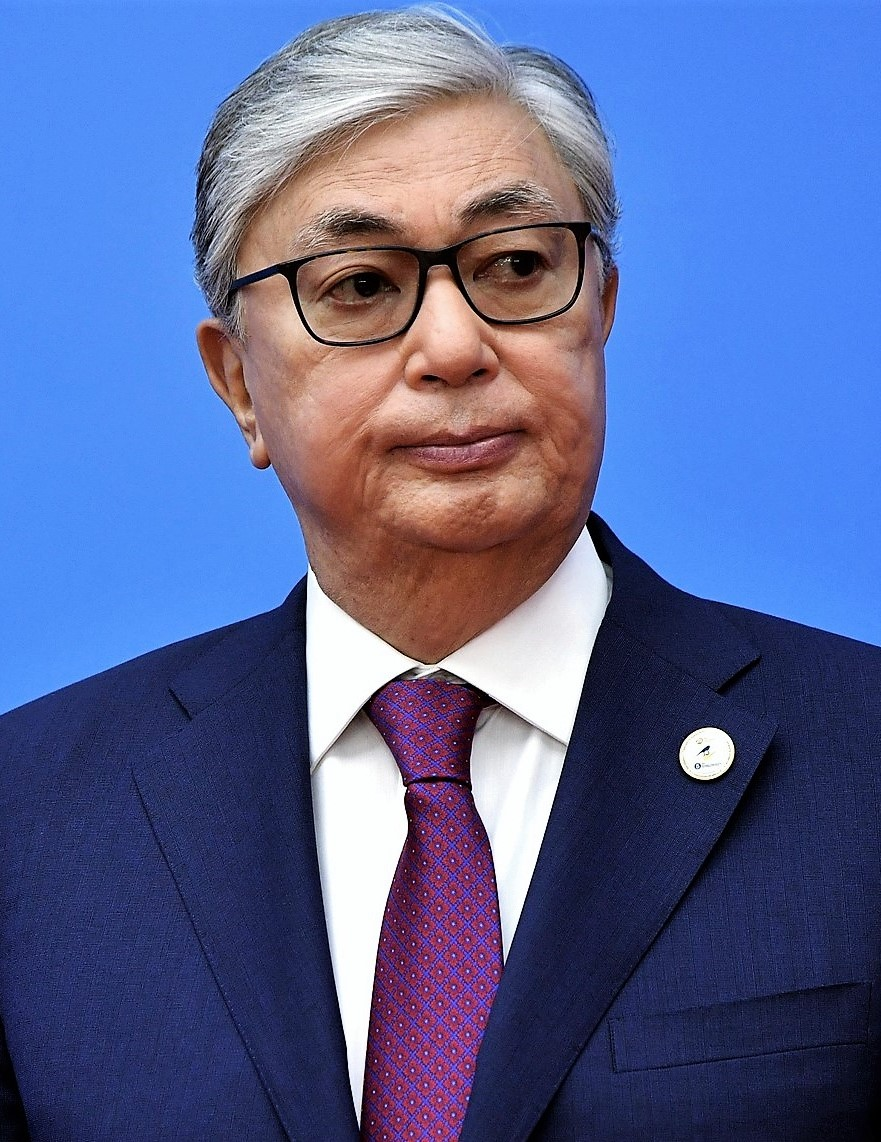
Kassym-Jomart Tokaïev.

Les élections sénatoriales ont lieu peu après la réélection du président Kassym-Jomart Tokaïev lors de l'élection présidentielle de novembre 2022, organisée de manière anticipée dans le contexte de nombreuses modifications de la constitution initiées par Tokaïev en réponse à la révolte populaire ayant secoué le pays en janvier 2022,. La révision constitutionnelle adoptée par référendum en juin 2022 a notamment réduit les pouvoirs du Sénat, qui perd son pouvoir de promulguer seul des lois et ne peut désormais que voter sur les textes présentés par le Majilis. Le sénat voit également le nombre de sénateurs nommés par le président réduit de quinze à dix,.
Ces élections sénatoriales sont également les premières depuis la création de trois nouvelles provinces le 8 juin 2022, entrainant la mise en place de six nouveaux sénateurs. Les élections de 2017 avaient concernées l'élection de 16 sénateurs, mais l'attribution du statut de ville d'importance nationale à Shymkent, puis la création des trois nouvelles provinces en 2022 font passer ce nombre à 20. Dans les deux cas, des élections partielles sont organisées en amont des renouvellement à échéance normale pour élire le second sénateur des nouvelles entités pour un mandat écourté, de manière à conserver un renouvellement par moitié tous les trois ans. De la même façon, une élection partielle est organisée juste après le scrutin de 2023 pour élire le second sénateur d'Astana, qui n'est pas concerné par le renouvellement normal mais dont le titulaire décide de prendre sa retraite de la vie politique. Les résultats de ces élections partielles ne sont pas pris en compte par la commission électorale, qui les totalise à part de ceux des élections sénatoriales de 2023, à échéance normale,.

## Système électoral
Le Sénat est composé de 50 membres dont 40 élus pour six ans, mais renouvelés par moitié tous les trois ans, et 10 autres sénateurs nommés pour six ans par le Président de la république dans le but d'assurer une représentation des différentes composantes culturelles de la société. Sur ces 10 membres nommés, 5 le sont sur proposition de l'Assemblée du peuple, un organe constitué de délégués des assemblées régionales du peuple représentants les différents groupes ethniques du pays.
Les 40 membres élus le sont au suffrage indirect uninominal majoritaire à un tour par un collège électoral composé des délégués de tous les organes représentatifs des 17 provinces et des trois villes d'envergure nationale : Almaty, Shymkent et la capitale Astana. Ces villes et provinces constituent également les circonscriptions dans lesquelles les sénateurs sont élus, à raison de deux sénateurs par ville et province. Le sénat étant renouvelé par moitié, un sénateur est élu dans chacune des vingt circonscriptions tous les trois ans,,.
Pour être éligible, un candidat au poste de sénateur doit avoir au moins 30 ans, la nationalité kazakhe depuis plus de cinq ans, un diplôme de niveau de l'enseignement supérieur, et une expérience professionnelle d'au moins cinq ans. Il doit également résider depuis au moins trois ans dans sa circonscription.

## Résultats
|                          |                          |                |                |        |     |  |  |  |  |
| Parti                    | Parti                    | Voix           | %              | Sièges | +/- |  |  |  |  |
|                          | Indépendants             | 2 890          | 100            | 20     | 3   |  |  |  |  |
|                          | Indépendants             | Indépendants   | Indépendants   | 20     | 3   |  |  |  |  |
|                          | Membres nommés           | Membres nommés | Membres nommés | 10     | 5   |  |  |  |  |
|                          |                          |                |                |        |     |  |  |  |  |
| Suffrages exprimés       | Suffrages exprimés       | 2 890          | 99,62          |        |     |  |  |  |  |
| Votes blancs et nuls     | Votes blancs et nuls     | 11             | 0,38           |        |     |  |  |  |  |
| Total                    | Total                    | 2 901          | 100            | 50     | 1   |  |  |  |  |
| Abstentions              | Abstentions              | 266            | 8,40           |        |     |  |  |  |  |
| Inscrits / participation | Inscrits / participation | 3 167          | 91,60          |        |     |  |  |  |  |

## Analyse
Vingt candidats sont élus sur les cinquante-cinq en lice, tous indépendants. Les résultats sont validés dans les vingt circonscriptions, la participation ayant franchi le quorum de participation de 50 % des inscrits dans chacune d'elles, allant de 61 à 90 %,.
Cinq jours après les élections sénatoriales, Kassym-Jomart Tokaïev dissout le Majilis, la chambre basse du parlement, et convoque des élections législatives anticipées, achevant ainsi le renouvellement de l'ensemble des parlementaires sous la nouvelle version de la constitution,. Il nomme le 24 janvier les dix sénateurs restants, dont cinq sur recommandation de l'Assemblée du peuple. Sur sa proposition, Maulen Ashimbayev est réélu à l'unanimité à la présidence du sénat le 26 janvier suivant.